# San Filippo del Mela
San Filippo del Mela är en ort och kommun i storstadsregionen Messina, innan 2015 i provinsen Messina, i regionen Sicilien i sydvästra Italien. Kommunen hade 7 005 invånare (2017).